# 锡尼-蒙利贝尔
锡尼-蒙利贝尔（法語：Signy-Montlibert，法語發音：[siɲi mɔ̃libɛʁ]）是法国阿登省的一个市镇，属于色当区。

## 地理
锡尼-蒙利贝尔（49°34'44"N, 5°18'7"E）面积6.12 平方千米，位于法国大東部大區阿登省，该省份为法国北部内陆省份，西接埃纳省，南至马恩省，东临默兹省，北与比利时接壤。
与锡尼-蒙利贝尔接壤的市镇（或旧市镇、城区）包括：比耶夫尔、埃尔伯瓦勒、马尔居、托讷勒蒂勒。
锡尼-蒙利贝尔的时区为UTC+01:00、UTC+02:00（夏令时）。

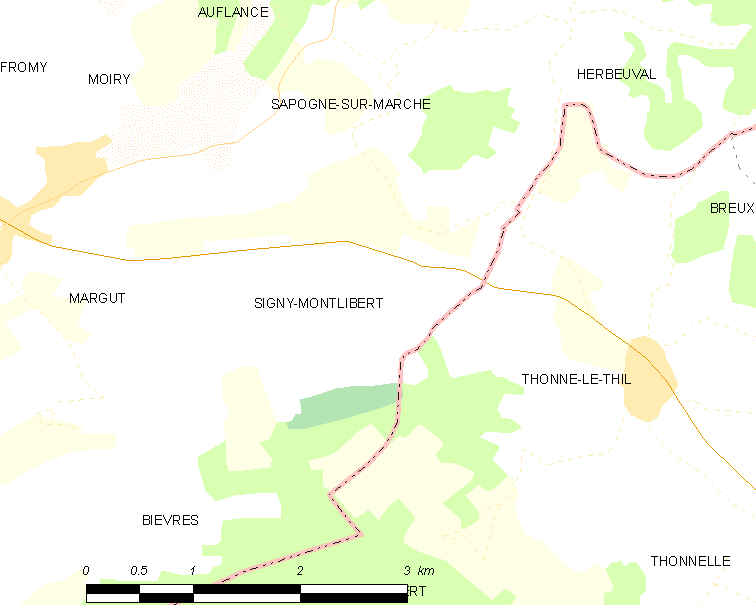
锡尼-蒙利贝尔的OSM定位图

## 行政
锡尼-蒙利贝尔的邮政编码为08370，INSEE市镇编码为08421。

## 政治
锡尼-蒙利贝尔所属的省级选区为卡里尼昂县。

## 人口

1962-2008年间锡尼-蒙利贝尔人口变化图示

锡尼-蒙利贝尔于2022年1月1日时的人口数量为93人。